# Gus Trikonis
Gus Trikonis (n. 21 noiembrie 1937, New York City, New York, SUA) este un actor și regizor de film american.

## Filmografie
Ca regizor (selecție)
- The Sidehackers (1969)
- Supercock (1975)
- The Swinging Barmaids (1975)
- Nashville Girl (1976)
- Moonshine County Express (1977)
- Maleficul (The Evil, 1978)
- She's Dressed to Kill (1979)
- Touched by Love (1980)
- Elvis and the Beauty Queen (1981)
- Take This Job and Shove It (1981)
- Miss America (1982)
- Dance of the Dwarfs (1983)
- Bârfe, bârfe (1985)
- Evadare spre dragoste (1985)
- Christmas Snow (1986)
- Open Admissions (1988)

### Actor
| An   | Titlu                            | Rol            | Note                  |
| ---- | -------------------------------- | -------------- | --------------------- |
| 1960 | Bajour                           | Steve          |                       |
| 1961 | West Side Story                  | Indio          |                       |
| 1964 | The Unsinkable Molly Brown       | Joe            |                       |
| 1964 | Pajama Party                     | Pajame Boy #13 |                       |
| 1966 | The Sand Pebbles                 | Restorff       |                       |
| 1967 | The St. Valentine's Day Massacre | Rio            |                       |
| 1968 | The Hellcats                     | Scorpio        | (ultimul rol de film) |